# Transportador de monoaminas
Transportadores de monoaminas são estruturas nas membranas de células nervosas que funcionam como transportadores de neurotransmissores transferindo neurotransmissores monoamínicos para dentro ou para fora da célula.

## Tipos
Existem diversos tipos de transportadores de monoaminas:
- Transportador de dopamina.
- Transportador de norepinefrina.
- Transportador de serotonina.

Estes 3 tipos de transportadores são relacionados, e cada um consiste numa estrutura de 12 hélices transmembranares.

## Ação de drogas
Muitas drogas, como os antidepressivos e os psicoactivos afectam os transportadores de monoaminas.
Os modernos antidepressivos trabalham tipicamente através do aumento da neurotransmissão serotonérgica, noradrenérgica e dopaminérgica, através da ligação aos respectivos transportadores, e assim inibindo a recaptação do neurotransmissor e aumentando os níveis activos na sinapse. Exemplos incluem a fluoxetina, um inibidor selectivo de recaptação de serotonina; reboxetina, um inibidor da recaptação da norepinefrina, e a bupropiona, que inibe os transportadores de norepinefrina e dopamina.